# なかはら★ももた
なかはら・ももたは、日本の漫画家。石川県金沢市出身。女性。血液型はA型。別に、なかはら桃太、なかはら・ももたの名義がある。1991年に19歳で『ぶ〜け』（集英社）掲載の『マスカレード共和国』でデビュー、講談社Kissコミックス『のんdeぽ庵』全5巻、『おかわり のんdeぽ庵』全5巻、『あかねSAL☆』全4巻など既刊。

## 人物・来歴
Jリーグ開幕以来のミーハーサッカーファンを自称する中山雅史ファンである、1994年のジュビロ磐田のJ1昇格に伴いジュビロサポーターとなった。その頃に漫画家の真野匡と知り合いカトリーヌあやこを紹介され、3人でよくスタジアム観戦に行ってたという。1996年のアトランタオリンピックでは、ジュビロ磐田が主催する観戦ツアーに3人で参加、この時ジュビロの関係者と知り合ったことが縁でマッチデープログラムに『まのもものJUBI×JUBI』を連載することになった。1998年のフランスワールドカップも3人で現地で観戦、1999年からは3人でラジオで『ミーハーサッカーアワー』10分間のコーナーを担当、その模様は一年間にわたってリクルートの行動支援サイト「イサイズ」内のスポーツコロシアムにイラスト付きで連載され、後に単行本化された。
2000年からは『GUST』（桜桃書房）にてサッカーを題材にしたBL（ボーイズラブ）作品『すみれSEPTEMBERØ（ラブ）』を連載、2006年にはフットサルを題材にした岡田惠和原作の『あかねSAL☆』を『Kiss』（講談社）に連載した。なかはらは『あかねSAL☆』の連載を「アイドルとサッカーが好きなので楽しかった」と語る一方、「サッカーのプレーシーンとか、戦術的なもので面白いものを描くということでは、少年マンガには絶対にかなわない」「少女マンガで、サッカーをストーリーマンガとして描くのは難しい。」とも語っている。
お酒を飲むこと、呑み歩きが趣味、2003年6月からイタバシマサヒロ原作で居酒屋を舞台にした『のんdeぽ庵』を、2008年5月からは続編である『おかわり のんdeぽ庵』を『Kiss』に長期連載、2作品合わせて計10巻の単行本が刊行されているほか、実名のお酒を扱った『おかわり のんdeぽ庵』の連載中には漫画に登場したお酒や料理、お勧めの居酒屋などを紹介するブログを執筆していた。
2010年には講談社の『Kiss』公式サイトにて、女性マンガ家との酒を酌み交わしながらの対談マンガ『マンガ家よゐよゐ』をウェブ連載の形で配信、1年間にわたる12人との対談は2011年に単行本化された。2015年にはNHK連続テレビ小説「マッサン」の公式漫画化を担当し、自身の名を冠したトークショー「なかはら・ももたのマッサン飲み会！」が開催されるなど、お酒に関わる仕事も多い。
2011年には葉月めぐみとななじ眺主導による東日本大震災チャリティー漫画本に参加、18年ぶりに『ぶ〜け』に連載していた『Angel Baby Cupid』のその後を番外編として描き下ろしたほか、秋田書店のチャリティー企画に参加し、携帯用待ち受け画面の配信用に書き下ろしイラストを提供、ポータルサイトgooの東日本大震災義援金募集ページにはチャリティー壁紙を提供している。
2012年には集英社が発行する少女漫画雑誌『Cookie』5月号より『あいがある -I girl-』の連載をスタートした。同年10月に単行本第1巻が刊行されたが、隔月刊にリニューアルされた『Cookie』2012年9月号への掲載をもって休載状態となった。その後、2016年11月15日配信分より『マーガレットBOOKストア!web』にて不定期で連載が再開されている。
2013年、NHK連続テレビ小説「あまちゃん」の視聴者によりインターネット上の情報サービスTwitterで自然発生した「あまちゃん絵祭り」（あま絵祭り）に参加、こなみ詔子、ひうらさとる、吉田戦車、折原みと、モリタイシ、末次由紀、江口寿史等、プロの漫画家が多数作品を投稿し突発的なブームをとなった「あま絵」は大きな注目を集めた。「あまちゃん」のファンを自認する著名人が寄稿したファンブックや関連書籍に作品が掲載されたほか、オフ会やトークショーにゲスト出演するなど仕事の幅が広がっている。
2014年には「あまちゃん」放送終了を受けて結成された岩手県久慈市のご当地アイドル「あまくらぶ」のファーストシングル「かじぇに会いたい/がんばらねばーぎぶあっぷ」のディスクジャケットに、メンバーのイラストを提供、2015年にもセカンドシングル「ありがとう」のイラストを提供したほか、北いわて親善大使のサトウコウスケらが率いる「北いわてアートプロジェクト」の一環、あま絵久慈商店街シャッターアート事業に参加しイラスト原画を提供、同年3月8日には現地を訪れ、最後の筆入れを行なってシャッターアートを完成させた。また同年4月6日からの「あまちゃん」再放送にあわせて北三陸あまちゃん観光推進協議会が作成した、あま絵観光ポスター「琥珀PRバージョン」に原画を提供している。
2018年、NHK連続テレビ小説「半分、青い。」では、劇中漫画制作（鈴愛）を担当。

## 作品リスト

### 漫画作品
- マスカレード共和国（『ぶ〜け』1991年4月号）読み切り - デビュー作。
- ヴァイヴレイション（『ぶ〜けデラックス』1991年夏の号）
- ロンリーベイビーズ（『ぶ〜け』1992年1月号）読み切り
- ワン・ステップ・ビヨンド（『ぶ〜けデラックス』1992年秋の号）
- ベイビー・ベイビー・ベイビー（『ぶ〜け』1992年11月号）
- ぼくの学校はフィーバー（『ぶ〜けデラックス』1992年春の号）
- 東京BATSU天国（『ぶ〜け』1993年5月号 - 1993年10月号）- 連載デビュー作。
- Angel Baby Cupid（『ぶ〜け』1994年5月号 - 1996年6月号）
- SEVEN（『ぶ〜け』1996年7月号 - 1997年1月号）
- LOOSE（『ぶ〜けデラックス』1997年4月号 - 1998年EARLY SPRING）
- 梅の園（『月刊あすか』1997年8月号）
- GG（『別冊花とゆめ増刊はなぞう』1997年12月20日号）
- Calling -コーリング-（『コミックアイズ』1998年6月号 - 8月号）
- DIVE TO BLUE（『ぶ〜けデラックス』1998年EARLY SUMMER）
- ピンクリップスチャップス（『別冊ヤングユー』1998年AUTUMN）
- ランジェリー・パブリシティ（『コミックアイズ』1998年12月号 - 2000年4月号）
- イエローバップチャップス（『ヤングユー』1999年1月号）
- ブルーベアーチャップス（『ヤングユー』1999年3月号）
- キャラメルスープ（『ヤングユー』1999年7月号）
- ピカピカ（『別冊ヤングユー』1999年SUMMER）
- 歌うたいのバラッド（『ぶ〜けデラックス』1999年EARLY SUMMER増刊号）
- ビューティビースト（『ぶ〜け』1999年11月号 - 2000年3月号）
- カレーライス（『ぶ〜けデラックス』2000年SUMMER増刊号）
- すみれSEPTEMBERØ（ラブ）（『GUST』2000年7月号 - 2002年12月号）
- SUMMER AFTER SCHOOL（『恋愛天使アンジェリーナ』2002年vol.3）
- sweetsless world（『Cookie』2006年4月号・2006年5月号）前後編
- ラブレボ!（『Cookie』2006年9月号・2006年10月号）
- のんdeぽ庵（『One more Kiss』2003年6月号 - 2004年11月号、『Kiss』2004年21号 - 2005年23号）- 原作：イタバシマサヒロ
- お嬢様、本気ですか？（『無敵恋愛 S*girl』2005年4月vol.9）読み切り- 『恋カレ。ワルメンの欲望』に収録。
- あかねSAL☆（『Kiss』2006年20号 - 2008年3号）- 原作：岡田惠和
- 世界はひとつだけの花（『恋愛LoveMAX』2004年恋愛よみきりMAX vol.5 - 2009年10月号）
- おかわり のんdeぽ庵（『Kiss』2008年10号 - 2009年20号）- 原作：イタバシマサヒロ
- いとしいとしというこころ。：美少女×美少年の純情カゲキなラブ・ライフ（『恋愛LoveMAX』2010年4月号 - 2010年10月号）
- 魔法のイヴ（『恋愛LoveMAX』2010年12月号）読み切り- 『きみに染まる：ドS王子と仔うさぎちゃんの悩めるラブ調教』に収録。
- 恋花 コイバナ（『恋愛LoveMAX』2011年2月号 - 2011年6月号）
- マンガ家よゐよゐ（『デジキス』2010年6月25日 - 2011年6月10日配信分）
- 痛みのトリコ（『恋愛LoveMAX』2011年8月号）読み切り- 『きみに染まる：ドS王子と仔うさぎちゃんの悩めるラブ調教』に収録。
- 恋闇 コイヤミ 〜流行り神アナザーストーリー〜 NO.3 「ゆう」（『FlexComixフレア』2011年8月25日配信分）- 原作：長井知佳
- わたしだけ（『恋愛LoveMAX』2011年10月号）読み切り
- 愛の貧乏脱出クリスマス作戦（『恋愛LoveMAX』2011年12月号）読み切り
- やさしくなりたくない（『恋愛LoveMAX』2012年2月号）- 『きみに染まる：ドS王子と仔うさぎちゃんの悩めるラブ調教』に収録。
- きみに染まる（『恋愛チェリーピンク』2012年3月号・2012年7月号）
- スイートハンド（『恋愛チェリーピンク』2012年5月号）読み切り
- 恋の呪縛（『恋愛チェリーピンク』2012年9月号）読み切り
- あいがある -I girl-[注 2]（『Cookie』2012年5月号[35] - 9月号、『マーガレットBOOKストア!web』2016年11月15日 - [16]）不定期連載
- ダンナ様と私（『恋愛チェリーピンク』2012年11月号 - 『コミックシーモア』2014年2月4日）
- スイートホームサービス（『恋愛チェリーピンク』2013年1月号 - 2014年3月号）
- どうせ夢オチなんだろ?（『月刊office YOU』、2013年10月号 - 2014年9月号）
- マッサン COMIC（扶桑社、2015年）書き下ろし、作：羽原大介 - 公式漫画化
- 買われた星（『花音』、2015年11月号 - 2016年4月号）[36][37]
- 飛んで火に入る適齢期（マンガボックス、2017年5月16日 - 2018年1月30日）作：近由子[38]、ウェブ連載
- スピリチュアル『Kiss』2018年4月号 海野つなみ原作の10人のマンガ家が作画を務めた『その日世界は終わる』シリーズの8話目
- 半分、青い。スピンオフ 半分、青っぽい。（『cakes』2018年6月9日  - 2018年8月18日）- 公式漫画化
- 半分、青い。劇中作 『一瞬に咲け』（『花とゆめ』2018年16号） - ※楡野鈴愛 名義で掲載
- あの日、世界が終わっても（『まんが王国』2018年9月15日 - 2020年5月2日）

### 漫画単行本

#### なかはら桃太名義
- 『ぼくの学校はフィーバー』、集英社、ぶ〜けコミックスワイド版、1993年、全1巻
- 『東京batsu天国』、集英社、ぶ〜けコミックスワイド版、1993年 - 1994年、全2巻
- 『Angel Baby Cupid』、集英社、マーガレットコミックス、1994年 - 1996年、全5巻+DX1巻
- 『LOOSE』、集英社、マーガレットコミックス、1997年 - 1998年、全3巻
- 『SEVEN』、集英社、マーガレットコミックス、1997年、全1巻（完結編は「LOOSE」の3巻に併録）
- 『ランジェリー・パブリシティ』、ホーム社、Eyes comics、1999年 - 2000年、全2巻
- 『ピンクリップスチャップス』、集英社、ヤングユーコミックス : ワイド版、1999年、全1巻
- 『ビューティビースト』、集英社、マーガレットコミックス、2000年、全2巻
- 『すみれSEPTEMBERØ（ラブ）』、桜桃書房、ガストコミックス、2001年、1 - 4巻（未完）[注 3]

#### なかはら・ももた名義
- 『ラブレボ!』、集英社、りぼんマスコットコミックス. クッキー、2002年、全1巻
- 『のんdeぽ庵』、講談社、KC KISS、2004年 - 2006年、全5巻[40]
- 『世界はひとつだけの花』、秋田書店、Max comics DX、2008年 - 2009年、全2巻[41]
- 『いとしいとしというこころ。 : 美少女×美少年の純情カゲキなラブ・ライフ』、秋田書店、恋愛MAX COMICS、2011年[41]
- 『マンガ家よゐよゐ』、講談社、ワイドKC、Kiss、2011年、ISBN 978-4-06-337729-3[40]
- 『あいがある -I girl-』、集英社、りぼんマスコットコミックス 2012年 - [42][43]
- 『どうせ夢オチなんだろ?』、集英社クリエイティブ、office YOU COMICS、2014年、全2巻[44][45]
- 『マッサン COMIC（上）』、扶桑社、2015年、ISBN 978-4-59-407217-9[46]
- 『マッサン COMIC（下）』、扶桑社、2015年、ISBN 978-4-59-407259-9
- 『買われた星』、芳文社、花音コミックス、2016年、ISBN 978-4-8322-8982-6[47]
- 『半分、青っぽい。』、扶桑社　2018年 ISBN 978-4-5940-8035-8 連続テレビ小説『半分、青い。』のスピンオフ

#### なかはら★ももた名義
- 『あかねSAL☆』、講談社、KC KISS、2006年 - 2008年、全4巻[40]
- 『おかわり のんdeぽ庵』、講談社、KC KISS、2008年 - 2010年、全5巻[40]
- 『きみに染まる : ドS王子と仔うさぎちゃんの悩めるラブ調教』、秋田書店、恋愛MAX COMICS、2012年[41]
- 『ダンナ様と私 = The master and me : お手伝いさん、愛のご奉仕サービス中』、秋田書店、恋愛MAX COMICS、2013年[41]
- 『続・ダンナ様と私　〜お手伝いさん、愛のご奉仕サービス中〜』、秋田書店、恋愛MAX COMICS、2014年[41]

### 電子書籍

#### なかはら・ももた名義
- 『世界はひとつだけの花』、秋田書店、Max comics DX、2008年 - 2009年、全2巻
- 『いとしいとしというこころ。 : 美少女×美少年の純情カゲキなラブ・ライフ』、秋田書店、恋愛MAX COMICS、2011年
- 『きみに染まる : ドS王子と仔うさぎちゃんの悩めるラブ調教』、秋田書店、恋愛MAX COMICS、2012年
- 『どうせ夢オチなんだろ?』、集英社、月刊office YOU、2014年、全2巻
- 『人生は朝ドラじゃない』、Kindle版、2018年

#### なかはら♡ももた名義
- 『純愛エクスタシー』、大都社、恋愛宣言、2014年、アンソロジー[注 4]

### 共著
真野匡、カトリーヌあやことの共著。
- 『ミーハーサッカーコミック : フランスワールドカップ観戦記』、メディアファクトリー、1998年
- 『ミーハーサッカーコミック 2』、メディアファクトリー、1999年
- 『ミーハーサッカー2002 : W杯観戦コミックエッセイ』、メディアファクトリー、2002年
- 『ミーハーサッカー2006 : W杯観戦コミックエッセイ : ドイツW杯観戦レポート』、メディアファクトリー、2006年

### 関連作品
- 『ナーバスエブリディ』、五百香ノエル、アイス文庫、オークラ出版、2001年、イラスト掲載。
- 『まのもものJUBI×JUBI』、Jリーグ ジュビロ磐田マッチデープログラム、2006年 - 2009年、連載。
- 『ももた、映画みますた。』、まんがライフ、竹書房、2011年2月号 - 2012年9月号、映画コラム連載。
- 『恋カレ。ワルメンの欲望』、S*Girlコミックス、ぶんか社、2009年、アンソロジー
  - 「お嬢様、本気ですか？」掲載。
- 東日本大震災チャリティー漫画本 PARTY! HANA[注 5][48]（2011年8月5日発売[49]、メディアパル、ISBN 978-4-89610-201-7）
  - Angel Baby Cupid 番外編[50]
- 『恋闇 コイヤミ 〜流行り神アナザーストーリー〜』、フレックスコミックス、FlexComixフレア、2012年、アンソロジー[51]
  - NO.3 「ゆう」掲載。
- 『あまちゃんファンブック おら、「あまちゃん」が大好きだ！ 』、扶桑社、2013年、ISBN 978-4-59-406902-5
  - 「ミズタク萌え」とは何か？掲載。
- 『あまちゃんファンブック2 おら、やっぱり「あまちゃん」が大好きだ！』、扶桑社、2013年、ISBN 978-4-59-406945-2
  - 妄想炸裂マンガ「勉さん」掲載。
- 『あまちゃんメモリーズ 文藝春秋×PLANETS』、みなさんのあまロスをなんとかすっぺ会、2013年、ISBN 978-4-16-376770-3
  - 『あまちゃん』人物陳列室、黒川正宗のイラストを書下ろし。
- LINEスタンプ「あまくらぶ」、スタリコ、2014年[52]
- 『連続テレビ小説ひよっこ ファンブック』、洋泉社、2017年、ISBN 978-4-80-031301-0
  - 「あの夏、視聴者たちは どうしても見たかった光景があった」掲載[53]。
- 連続テレビ小説『半分、青い。』劇中の主人公・楡野鈴愛のマンガ制作担当